# Campeonato Metropolitano de fútbol (Argentina)

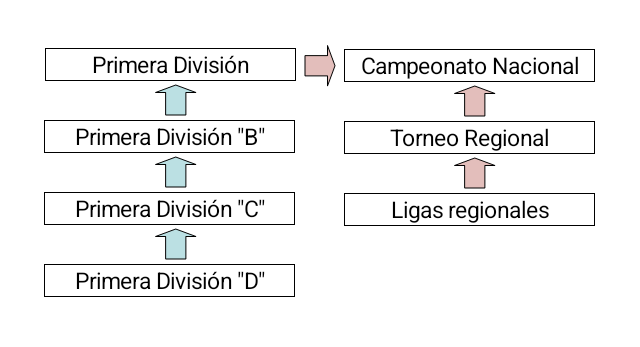
Sistema de ligas de afa entre 1974 y 1985. Anterior a la federalización del fútbol argentino.

El llamado Torneo Metropolitano, oficialmente, según la época Campeonato Metropolitano o Campeonato de Primera División, fue el nombre que recibía el certamen regular organizado por la AFA el cual se disputó entre los años 1967 y 1984, con diferentes formatos a lo largo de sus dieciocho ediciones. Se desarrollaba en la primera parte del año, previo al Torneo Nacional, excepto los tres últimos, que los sucedieron.
En principio, involucraba solamente a los equipos directamente afiliados a la Asociación, a diferencia del Nacional, donde participaban también los afiliados indirectamente. No obstante, a partir de la edición de 1980, se agregaron algunos clubes de esta última condición, habilitados por la Resolución 1309, que establecía que aquellos equipos provenientes del Torneo Regional o de las plazas fijas que pasaran a las instancias finales del Campeonato Nacional en dos de tres años consecutivos, serían incorporados a los torneos regulares.
Dejó de jugarse a partir de la disputa del Campeonato de Primera División 1985-86, cuando se estableció la realización de un solo torneo por temporada.
En varias oportunidades sirvió para establecer algunos de los equipos que participaban de la Copa Libertadores de América, aunque el sistema de clasificación tuvo variaciones a lo largo de los años.

## Ediciones disputadas
| Año  | Número de participantes | Sistema de disputa | Campeón            | Subcampeón         |
| ---- | ----------------------- | --- | ------------------ | ------------------ |
| 1967 | 22 equipos              | Dos zonas en dos ruedas de todos contra todos Los dos primeros a las finales por eliminación a un solo partido        | Estudiantes (LP)   | Racing Club        |
| 1968 | 22 equipos              | Dos zonas en dos ruedas de todos contra todos Los dos primeros a las finales por eliminación a un solo partido        | San Lorenzo        | Estudiantes (LP)   |
| 1969 | 22 equipos              | Dos zonas en dos ruedas de todos contra todos Los dos primeros a las finales por eliminación a un solo partido        | Chacarita Juniors  | River Plate        |
| 1970 | 21 equipos              | Una rueda de todos contra todos ·                                                                                     | Independiente      | River Plate        |
| 1971 | 19 equipos              | Dos ruedas de todos contra todos ·                                                                                    | Independiente      | Vélez Sarsfield    |
| 1972 | 18 equipos              | Dos ruedas de todos contra todos ·                                                                                    | San Lorenzo        | Racing Club        |
| 1973 | 17 equipos              | Dos ruedas de todos contra todos ·                                                                                    | Huracán            | Boca Juniors       |
| 1974 | 18 equipos              | Dos zonas en dos ruedas de todos contra todos Los dos primeros al cuadrangular todos contra todos                     | Newell's Old Boys  | Rosario Central    |
| 1975 | 20 equipos              | Dos ruedas de todos contra todos ·                                                                                    | River Plate        | Huracán            |
| 1976 | 22 equipos              | Dos zonas en dos ruedas de todos contra todos con un interzonal Los seis primeros a la rueda final todos contra todos | Boca Juniors       | Huracán            |
| 1977 | 23 equipos              | Dos ruedas de todos contra todos ·                                                                                    | River Plate        | Independiente      |
| 1978 | 21 equipos              | Dos ruedas de todos contra todos ·                                                                                    | Quilmes            | Boca Juniors       |
| 1979 | 20 equipos              | Dos zonas en dos ruedas de todos contra todos Los dos primeros a las finales por eliminación a dos partidos           | River Plate        | Vélez Sarsfield    |
| 1980 | 19 equipos              | Dos ruedas de todos contra todos ·                                                                                    | River Plate        | Argentinos Juniors |
| 1981 | 18 equipos              | Dos ruedas de todos contra todos ·                                                                                    | Boca Juniors       | Ferro Carril Oeste |
| 1982 | 19 equipos              | Dos ruedas de todos contra todos ·                                                                                    | Estudiantes (LP)   | Independiente      |
| 1983 | 19 equipos              | Dos ruedas de todos contra todos ·                                                                                    | Independiente      | San Lorenzo        |
| 1984 | 19 equipos              | Dos ruedas de todos contra todos ·                                                                                    | Argentinos Juniors | Ferro Carril Oeste |

## Resumen estadístico
| Equipo             | Campeonatos | Subcampeonatos |
| ------------------ | ----------- | -------------- |
| River Plate        | 4           | 2              |
| Independiente      | 3           | 2              |
| Boca Juniors       | 2           | 2              |
| Estudiantes (LP)   | 2           | 1              |
| San Lorenzo        | 2           | 1              |
| Huracán            | 1           | 2              |
| Argentinos Juniors | 1           | 1              |
| Chacarita Juniors  | 1           | 0              |
| Newell's Old Boys  | 1           | 0              |
| Quilmes            | 1           | 0              |
| Ferro Carril Oeste | 0           | 2              |
| Racing Club        | 0           | 2              |
| Vélez Sarsfield    | 0           | 2              |
| Rosario Central    | 0           | 1              |